# El maestro ignorante
El maestro ignorante es el quinto libro del filósofo y ensayista francés Jacques Rancière (Argel, 1940-). Publicado por Editorial Fayard en francés en 1987.

## Reseña
«El maestro ignorante. Cinco lecciones sobre la emancipación intelectual»
El filósofo, escritor y profesor Rancière nos habla del pedagogo y político francés Joseph Jacotot (1770-1840) creador del método Jacotot.
El libro es una guía para docentes y nos habla sobre la emancipación intelectual.
Jacotot puso en acción el método tras la Revolución francesa (1789-1799) y este suponía un proceso educativo donde no solo se persigue la igualdad, sino que se es parte de ella, estableciendo lazos horizontales de aprendizaje entre docentes y estudiantes.
El libro también trata sobre la dualidad que se da entre el maestro embrutecedor y el maestro emancipador.
El libro lleva varias reediciones y su última edición es ampliada. Fue traducido al inglés en 1991 y al español. Se encuentra disponible en formato de libro electrónico.
El filósofo uruguayo Sandino Núñez (1961-) hizo una reseña del libro.